# Sveti Toma i Princip
Sveti Toma i Princip (službeno Sveti Toma i Prinsipe), mala je država koja se sastoji od dva otoka (Svetoga Tome i Principa) u Gvinejskom zaljevu nedaleko afričkoj obali. Otoci su udaljeni 140 km jedan od drugoga, i nalaze se oko 250 kilometara od sjeverozapadne obale Gabona. Sveti Toma se nalazi gotovo točno na ekvatoru. Ime je dobio po Svetom Tomi Apostolu, na čiji su dan Portugalci otkrili ovaj otok.

## Povijest
Otok su otkrili portugalski moreplovci između 1469. i 1472. godine. Prvo naselje São Tomé podigao je 1493. godine Alvaro Caminha koji je dobio zemlju od portugalskog kralja. Príncipe je utemeljen sličnim sporazumom 1500. godine. Portugalci su, koristeći robove, sredinom 16. stoljeća pretvorili otok u najvećeg afričkog izvoznika šećera. 
Uzgoj šećera bio je u porastu sljedećih 100 godina. Početkom 19. stoljeća započelo se s uzgojem još dviju poljoprivrednih kultura - kave i kakaa. Do 1908. Sveti Toma je postao najveći svjetski proizvođač kakaa, još uvijek najznačajnije privredne grane države.
Iako je Portugal ukinuo ropstvo 1876. godine, prisilni rad afričkih robova na otoku je nastavljen. Početkom dvadesetog stoljeća u svijetu je odjeknulo otkriće kontroverznog izrabljivanja radnika, većinom iz Angole. Neprestane pobune radnika kulminirale su u neredima 1953. godine u kojima je nekoliko stotina afričkih radnika ubijeno u sukobima s Portugalcima. "Pokolj u Batepáu" ostaje najznačajniji događaj u kolonijalnoj povijesti otoka i danas se obilježava kao praznik.
U drugoj polovici 20. stoljeća, kada nacije širom Afrike zahtijevaju neovisnost, mala grupa građana São Toméa osniva Pokret za oslobođenje Svetog Tome i Principa (Movimento de Libertação de São Tomé e Príncipe, MLSTP), i uspostavlja bazu u obližnjem Gabonu. Ubrzo nakon zbacivanja portugalskog diktatora Salazara i Caetanoa u travnju 1974. godine, nova je vlada izglasala neovisnost svih prekomorskih kolonija. U studenom 1974. dogovorena je predaja vlasti i proglašenje suvereniteta. Nakon perioda prijelazne vlasti puna neovisnost postignuta je 12. lipnja 1975. godine, kada je izabran prvi predsjednik Manuel Pinto da Costa.
Sveti Toma i Princip je jedna od prvih afričkih država koja je 1990. godine prihvatila demokratske reforme i legalizaciju oporbenih stranaka, tako da su izbori održani 1991. godine bili slobodni. Miguel Trovoada, bivši premijer, u egzilu od 1986. godine, vratio se na otok i izabran je kao predsjednik. Trovoada je ponovno izabran za predsjednika 1996. godine.

## Politika
Na predsjedničkim izborima u lipnju 2001. kandidat Neovisne demokratske stranke Fradique de Menezes izabran je u prvom krugu. 
16. lipnja 2003. bojnik Fernando "Cobo" Pereira preuzeo je vlast u vojnom udaru. Smatra se da je vojni udar posljedica poslova vlade s naftnim kompanijama. Nakon sedam dana pregovora Pereira je potpisao sporazum s bivšim vođama i povukao se, a Menezes se vratio na vlast.

## Provincije
Sveti Toma i Princip je podijeljen u dvije provincije: Princip i Sveti Toma.
Princip ima svoju vlast od 29. travnja 1995.

## Zemljopis
Otoci São Tomé i Príncipe nalaze se u ekvatorijalnom pojasu Atlantika, 250 km od obale Gabona. Sveti Toma i Princip najmanja je afrička država. Otoci su dijelovi vulkanskog planinskog vijenca, kome pripada i otok Bioko u Ekvatorskoj Gvineji. São Tomé je 50 kilometara dug i 32 kilometra širok. Njegov najviši vrh visok je 2.024 m. Príncipe je 30 kilometara dug i 6 širok.  
Klima je tropska, topla i vlažna s prosječnom godišnjom temperaturom od 27 °C. Na planinama su noći hladnije i prosječna temperatura je oko 20 °C. Kišna sezona traje od listopada do svibnja.

## Gospodarstvo
Od 1800. gospodarstvo Svetog Tome i Principa temelji se na poljoprivredi. U doba proglašenja neovisnosti Portugalci su kontrolirali 90% plantaža koje su nakon proglašenja nezavisnosti prešle u vlasništvo različitih državnih tvrtki, danas privatiziranih. Dominantan je uzgoj kakaa, koji čini 95% izvoza.
Proizvodnja hrane nedovoljna je za podmirenje domaćih potreba tako se dio hrane uvozi.
Osim poljoprivrede razvijeno je i ribarstvo i mali industrijski sektor koji vrši preradu poljoprivrednih proizvoda. Otok ima velik potencijal za razvoj turizma. 
Nakon proglašenja neovisnosti, privredom se upravljalo centralno jer je najveći dio proizvodnje bio u vlasništvu države. U osamdesetim i devedesetim godinama privreda Svetog Tome i Principa našla se u velikim poteškoćama. Ekonomski razvoj je stagnirao, izvoz kakaa je pao, kao i njegova cijena na tržištu.
Kao odgovor na gospodarske teškoće vlada je provela reforme. Od 1987. godine na snazi su mjere MMF-a, koje uključuju povećanje udjela privatnog vlasništva u svim sektorima gospodarstva.

## Stanovništvo
São Tomé ima 137.500 stanovnika, a Príncipe 6.000. Svi potječu iz različitih etničkih skupina koje su naselile otok 1485. godine, među kojima se ističe šest:
- Mesticos, potomci afričkih robova koji su dovedeni na otok iz Benina, Gabona i Konga;
- Angolares, potomci robova iz Angole koji su preživjeli brodolom 1540.;
- Foros, potomci oslobođenih robova;
- Servisais, radnici iz Angole, Mozambika i Zelenortskih otoka koji privremeno žive na otoku;
- Tongas, djeca servisaisa koja su rođena na otoku; i
- Europljani, najvećim dijelom Portugalci.

Sedamdesetih godina 20. stoljeća dogodile su se dvije značajne migracije stanovništva: oko 4.000 Portugalaca napustilo je otok, a doselilo se nekoliko stotina izbjeglica iz Angole. Većina stanovnika su katolici, evangelisti i adventisti.

## Jezici
Na Svetom Tomi i Principu govore se 4 jezika, 2 od njih su nacionalna, principski ili principski 200 (1999 SIL; 1.558 etničkih) i saotomanski 69.900 (1999 SIL). Službeni je portugalski 2.580 (1993), a 4. je angolarski, 5.000 (1998 SIL).

## Vanjske poveznice
- Zbirka poveznica o Svetom Tomi i Principu
- Članci o politici:   Arhivirana inačica izvorne stranice od 13. listopada 2008. (Wayback Machine)

- Vlada Svetog Tome i Principa